# Campanula guinochetii
Espèce
Campanula guinochetii est une espèce de plantes à fleurs de la famille des Campanulacées et du genre des Campanula. Elle est endémique du Maroc.
Elle a été décrite par Pierre Quézel en 1953 et dédiée à Marcel Guinochet.